# Tsjechovskaja
Tsjechovskaja (Russisch: Чеховская uitspraakⓘ) is een station aan de Serpoechovsko-Timirjazevskaja-lijn van de Moskouse metro. Het station is genoemd naar de Russische schrijver Anton Tsjechov. 

## Geschiedenis
In de plannen uit 1932 voor de metro was al een station opgenomen bij het Poesjkinplein aan de Gorkovskoradius, het noordelijke deel van de Zamoskvoretskaja-lijn. Tijdens de aanleg van de lijn werd er plaats vrijgehouden voor een middenhal maar toen de lijn op 11 september 1938 werd geopend was het zonder het station bij het Poesjkinplein. In 1939 lag er een voorstel voor de Timirjazevskoradius die via de binnenstad op de Zjadonovskoradius zou worden aangesloten met een station parallel aan het station van de Gorkovskoradius. In 1940 werden de plannen voor de Timirjazevskoradius en de Zjadonovskoradius losgekoppeld en stond voor het Poesjkinplein een overstappunt op de kaart dat vrijwel gelijk was aan het in 1987 gerealiseerde schrijvers trio Gorkovskaja (Maxim Gorki), Poesjkinskaja en Tsjechovskaja.
Pas in 1957 kwam het groene licht maar de bouw van het overstappunt begon pas 15 jaar later, als eerste werd Poesjkinskaja geopend in 1975, Gorkovskaja volgde vier jaar later en Tsjechovskaja werd pas in 1987 geopend. 

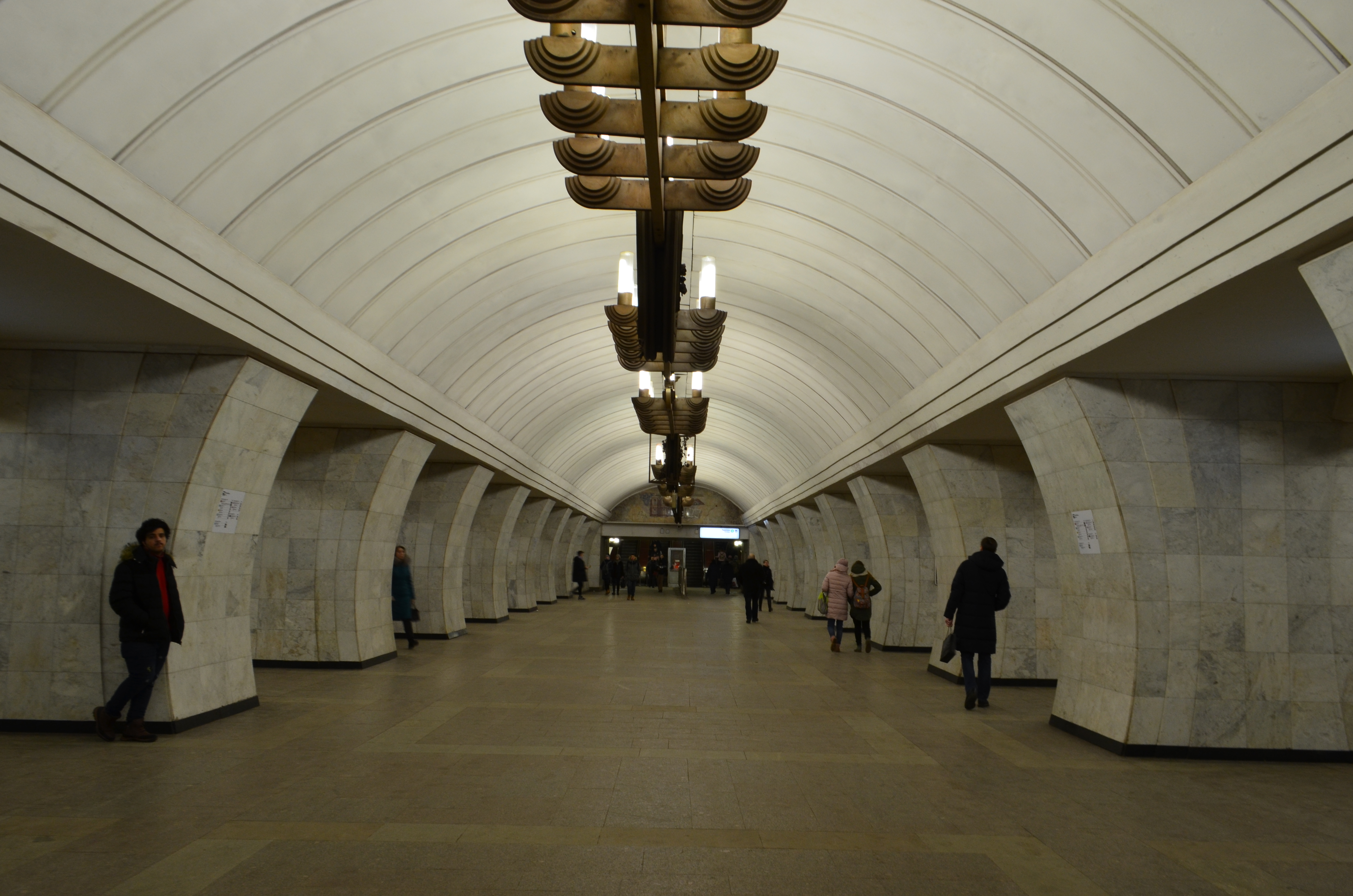
De middenhal
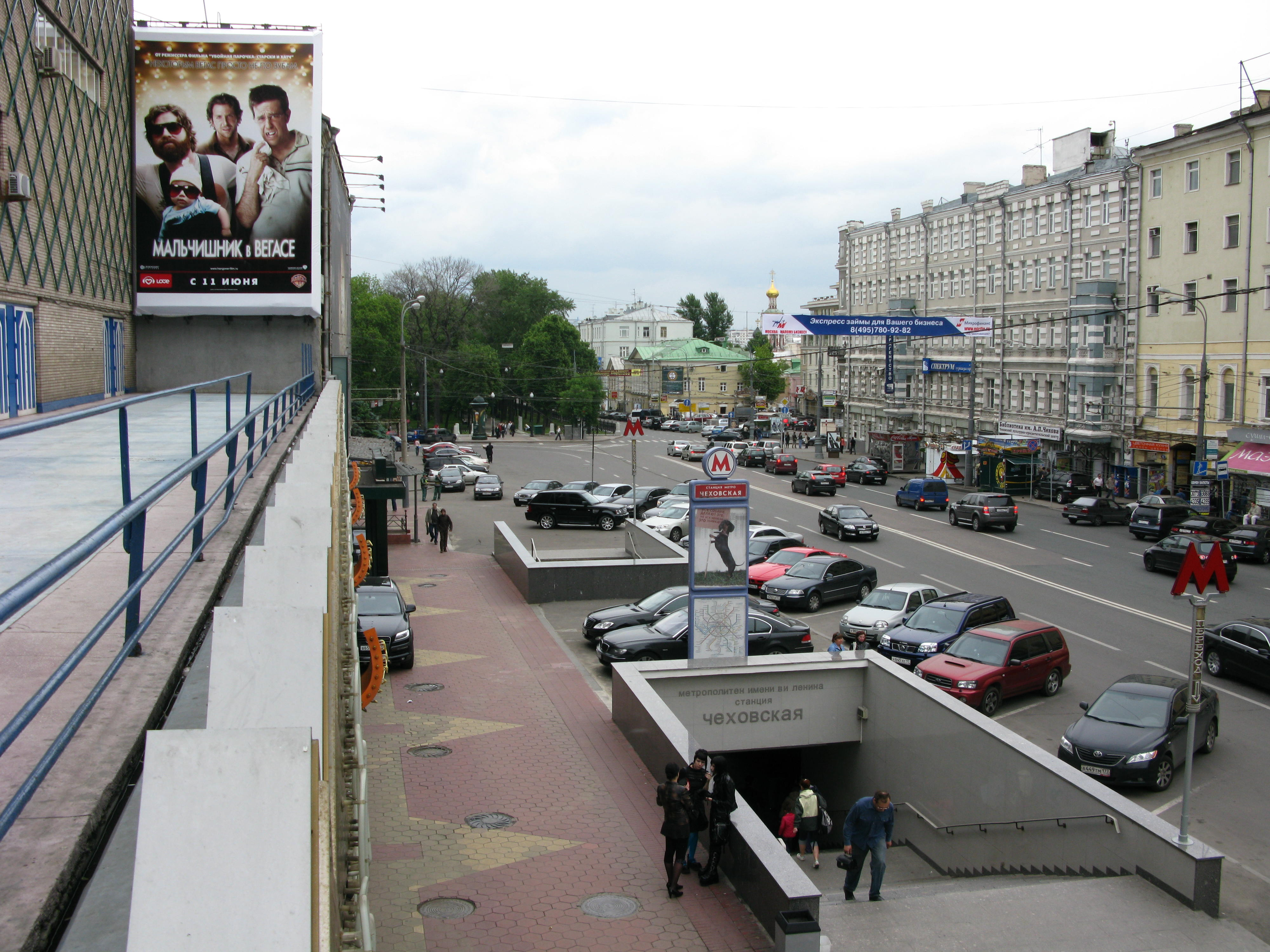
De ingang naast de Rossijabioscoop.
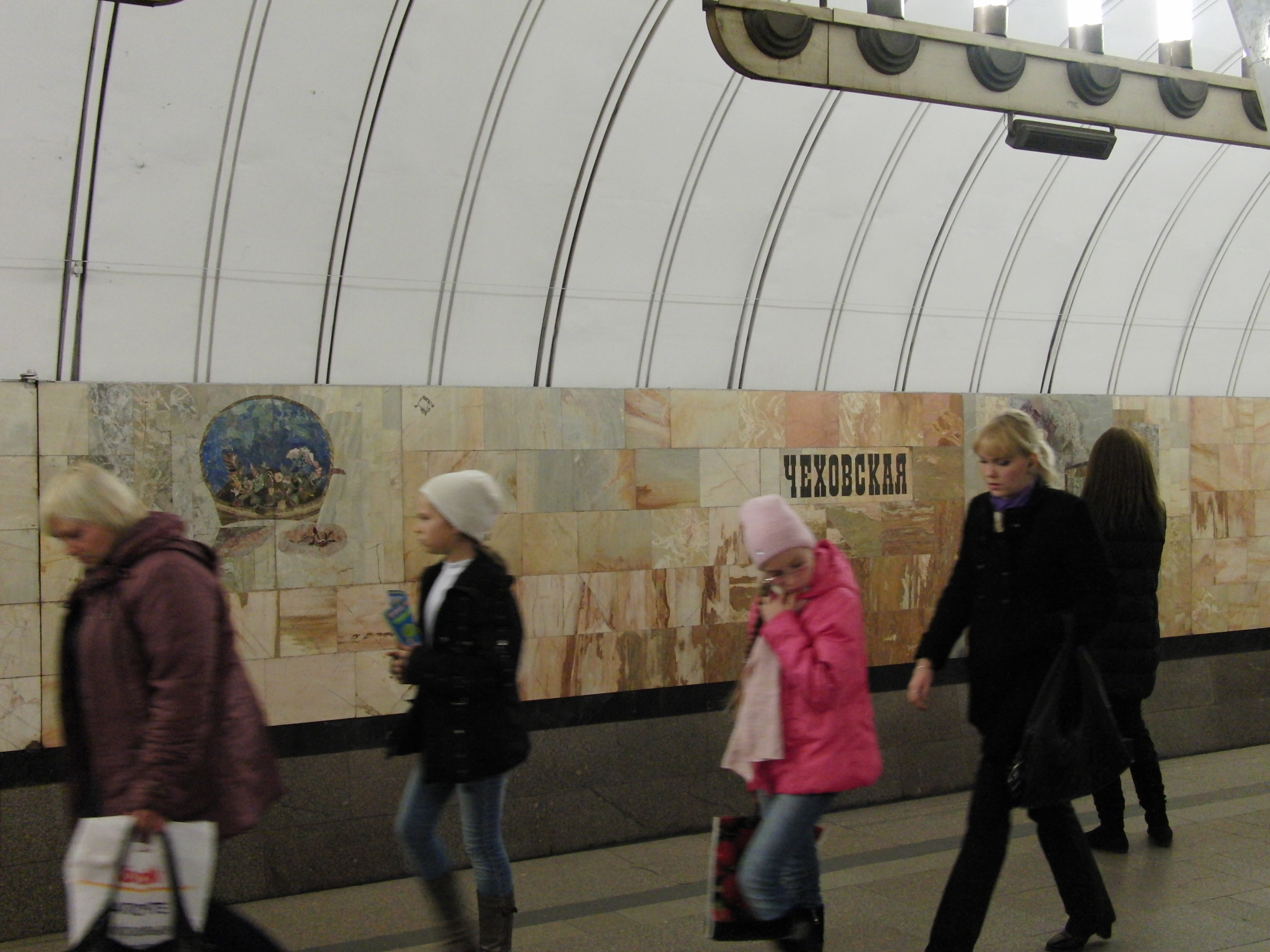
De tunnelwand met afbeeldingen uit de werken van Tsjechov

## Ontwerp en inrichting
De ondergrondse verdeelhal ligt naast de zuidgevel van de Rossijabioscoop aan het Poesjkinplein. De verdeelhal is met roltrappen verbonden met de oostkant van het perron op 62 meter onder de Kozitsjki dwarsstraat. Halverwege is er een tussenverdieping  waar de reizigers naar het perron van Poesjkinskaja kunnen gaan. Aan de westkant van het perron is een roltrap naar Tverskaja. Ten tijde van de opening was Tsjechovskaja het diepst gelegen station van de Moskouse metro. De pylonen van het station zijn bekleed met wit marmer, de tunnelwanden zijn eveneens bekleed met marmer dat door de kunstenaars M.A. Sjortsjev en L.K. Sjortsjeva is voorzien van mozaïeken met scenes uit de werken van Tsjechov. De verlichting is aan de gewelven opgehangen in armaturen in de vorm van boeketten en draperieën. Ten oosten van het perron ligt een kopspoor tussen de doorgaande sporen. Toen Tsjechovskaja het noordelijke eindpunt van de lijn was werd dit gebruikt om de metro's te keren. Sinds de verlenging van de lijn wordt het als opstelspoor gebruikt om metro's 's nachts te stallen. 

## Reizigersverkeer
In 1999 werden 39.780 reizigers per dag geteld, een telling in 2002 telde 35.900 instappers en 39.900 uitstappers per dag. Reizigers naar het noorden kunnen dagelijks vanaf 5:54 uur de metro nemen. In zuidelijke richting kan dit op werdagen vanaf 5:45 uur. In het weekeinde vertrekt op even dagen de eerste metro naar het zuiden om 5:49 uur, op oneven dagen om 5:48 uur.